# Walther Straub
Walther Straub (* 8. Mai 1874 in Augsburg; † 22. Oktober 1944 in Bad Tölz) war ein deutscher Pharmakologe.

## Leben
Straub studierte in München, Tübingen und Straßburg Medizin. Während seines Studiums wurde er Mitglied des AGV München. Nach der Promotion zum Dr. med. in München arbeitete er bei Rudolf Boehm am Pharmakologischen Institut der Universität Leipzig. Er gehörte damit zur Boehmschen Pharmakologenschule. 1900 habilitierte er sich in Leipzig, 1904 erhielt er einen Ruf als außerordentlicher Professor für Pharmakologie nach Marburg, 1906 wurde er ordentlicher Professor an der Julius-Maximilians-Universität Würzburg, und 1907 übernahm er das neu gegründete Pharmakologische Institut der Universität Freiburg im Breisgau. Hier blieb Straub bis 1923. 1908 lehnte er einen Ruf an die Friedrich-Wilhelms-Universität zu Berlin ab, 1923 folgte er einem Ruf an die Ludwig-Maximilians-Universität München. 1939 erlitt er einen Schlaganfall, von dem er sich nicht mehr erholte. Im Zweiten Weltkrieg erlebte er am 11. Juli 1944 die Zerstörung seines Münchener Instituts. Am 22. Oktober 1944 starb er nach einem zweiten Schlaganfall.
Er war mit Dagny Lie (1880–1945) verheiratet, der Tochter des Mathematikers Sophus Lie.

## Forschung

### Allgemeines
Straubs Hauptarbeitsgebiet war die Pharmakologie der Herzglykoside. Ein Jahr nach seinem Wechsel nach München, 1924, hat er das Wissen der damaligen Zeit dazu im Handbuch der experimentellen Pharmakologie zusammengefasst. Darüber hinaus war er vielseitig. Das zeigen einige Titel aus seiner Freiburger Zeit: Über chronische Vergiftungen, speziell die chronische Bleivergiftung (1911); Vorlesungsversuche zur Theorie der Narkose (1912); Sparsam mit Überseedrogen (1914); Über Digitaliskultur (1917); Vom Schlafen, Rauchen und Kaffeetrinken (1920); Die Stellung der Balneologie zur Pharmakologie (1922).

### Das Mäuseschwanzphänomen
Eine besonders bedeutsame Entdeckung gelang ihm schon zu Beginn in Freiburg, nämlich die charakteristische Haltung von Mäusen nach Injektion einer kleinen Dosis Morphin: Der Schwanz wird maximal, oft S-förmig, über den Rücken nach vorn gebogen.
Die Reaktion ist spezifisch für Morphin und diente dem forensischen Nachweis. Als 1940 Otto Schaumann für die Farbwerke Hoechst AG einen neuen Stoff untersuchte, der als Spasmolytikum dienen sollte, fand er mit Hilfe des Straubschen Mäuseschwanzphänomens, dass der Stoff in Wirklichkeit ein morphinähnliches Analgetikum, also ein Opioid, war: das Pethidin. Es war der Erstling der praktisch sehr wichtigen Reihe der synthetischen Opioide. Im Jahr 1963 fand in Prag der zweite Pharmakologische Weltkongress statt. Die Tschechoslowakei gab eine Sondermarke heraus, bei der das Mäuseschwanzphänomen als Motiv diente. MEDLINE registriert bis 2002 unter dem Stichwort „Straub tail“ 129 Erwähnungen in den Titeln und Zusammenfassungen medizinischer Publikationen, manchmal mit kleinem Anfangsbuchstaben „straub tail“: Straub ist depersonalisiert in den Fundus des biologischen Wissens eingegangen.

### Forschungsorganisation
Unter Straub wurde das erste Freiburger pharmakologische Institutsgebäude erbaut. Es beherbergt heute das Institut für Kristallographie.
1920 wurde in Bad Nauheim die Deutsche Pharmakologische Gesellschaft gegründet. Straub spielte dabei den aktivsten Part.
24 Jahre lang, von 1921 bis 1944, war er als Nachfolger von Oswald Schmiedeberg Herausgeber von Naunyn-Schmiedebergs Archiv für experimentelle Pathologie und Pharmakologie, der ältesten noch existierenden pharmakologischen Fachzeitschrift.

## Ehrungen
Die Spalte einschlägiger Fragebogen füllte Straub handschriftlich so aus: „Allerlei ausländische Akademien und wissenschaftliche Gesellschaften“. Jedenfalls war der Geheimrat seit 1925 Mitglied der Deutschen Akademie der Naturforscher Leopoldina und Ehrenmitglied der British Pharmacological Society. 1928 wurde er als ordentliches Mitglied in die Bayerische Akademie der Wissenschaften aufgenommen. 1985 wurde das Pharmakologische Institut der Ludwig-Maximilians-Universität München nach ihm Walther-Straub-Institut für Pharmakologie und Toxikologie genannt.